# Moglicë
Moglicë là một xã trong quận Korçë thuộc hạt Korçë, Albania. Dân số năm 2005 là 2212 người.